# (21047) Hodierna
(21047) Hodierna (1990 SE5) – planetoida z pasa głównego asteroid okrążająca Słońce w ciągu 7,95 lat w średniej odległości 3,98 j.a. Odkryta 22 września 1990 roku.